# 石川マリー
石川 マリー（いしかわ - 、1988年9月27日 - ）は、東京都出身の女性歌手。所属レコード会社/所属事務所はrhythm zone。所属事務所はユニーク。

## 略歴
2009年7月24日、m-floのVERBAL、菊地浬がDJを務めるTOKYO FM『NTT東日本 FLET'S光 presents FRESH VISION』に「J　(ジェイ)」というラジオネームで投稿したデモテープが番組内で採り上げられる 。
2009年9月16日発売のm-floトリビュートアルバム「m-flo TRIBUTE ～maison de m-flo～」の「Come Back To Me」に「Marie(マリー)」名義で参加。
2010年1月27日発売のQuadraphonicのデビューアルバム『Quadraphonic』（rhythm zone）に収録された「I Promise You」にフィーチャリングされた。
2011年4月27日に初のミニアルバム「7 days」をリリース。2012年7月25日に初のマキシシングル「The Reason」でメジャーデビュー。
2021年、R＆Bシンガー・ソングライターの真之介と結婚。7月7日、第1子妊娠を発表。

## CD

### ミニアルバム
7 days（2011年4月27日発売・RRC1-85386） - WonderGoo／Mu-mo／ライブ会場限定発売
1. 1. 7 days / pro.by AILI
  2. ふたり、It's Love
  3. Come Back To Me /Marie（m-flo TRIBUTE）
  4. I Promise You Feat.Marie Ishikawa（Quadraphonic）
  5. ANNIVERSARY feat.石川マリー（CLIFF EDGE）
  6. wish （AIRI thanx to 石川マリー）

### シングル
The Reason（2012年7月25日発売・RZCD-59097/B、RZCD-59098） 
CD：
1. 1. The Reason（テレビ東京『完全犯罪ミステリー』エンディングテーマ曲）
  2. モウイチド。
  3. La La La（テレビ東京『たけしのニッポンのミカタ!』エンディングテーマ曲）
  4. Love～さよならは言わない～
  5. The Reason（Instrumental）
  6. モウイチド。（Instrumental）
  7. La La La（Instrumental）
  8. Love～さよならは言わない～（Instrumental）

DVD：
1. 1. The Reason (Music Video)
  2. Love～さよならは言わない～ (Music Video) ＜Animation Version＞

### アルバム
It's me?? ～light～（2013年7月24日発売・RZCD-59408） 
1. 1. Arabesque
  2. モウイチド。
  3. ふたり、It's Love
  4. すき
  5. I Promise You Feat.Marie Ishikawa（Quadraphonic）
  6. わたしだけ
  7. Love～さよならは言わない～
  8. The Reason

<CD-EXTRA>：「The Reason」「ふたり、It's Love」Music Video
It's me?? ～shadow～（2013年7月24日発売・RZCD-59407） 
1. 1. Cry & Try
  2. Ray of life with VERBAL(m-flo)
  3. 7 days / pro.by AILI
  4. ANNIVERSARY feat.石川マリー（CLIFF EDGE）
  5. La La La
  6. wish （AIRI thanx to 石川マリー）
  7. Come Back To Me /Marie（m-flo TRIBUTE）
  8. 私を汚して

<CD-EXTRA>：「Love ～さよならは言わない～ ＜Animation Version＞」「すき」「わたしだけ」Music Video

## テレビ出演
- MTV SHIBUHARA GIRLS（2011年1月 - 4月、MTVジャパン）